# Geōrgios Kolokoudias
Geōrgios Kolokoudias (in greco Γεώργιος Κολοκούδιας?; Paralimni, 3 maggio 1989) è un ex calciatore cipriota, di ruolo attaccante.

## Statistiche

### Cronologia presenze e reti in nazionale
| Cronologia completa delle presenze e delle reti in nazionale ― Cipro | Cronologia completa delle presenze e delle reti in nazionale ― Cipro | Cronologia completa delle presenze e delle reti in nazionale ― Cipro | Cronologia completa delle presenze e delle reti in nazionale ― Cipro | Cronologia completa delle presenze e delle reti in nazionale ― Cipro | Cronologia completa delle presenze e delle reti in nazionale ― Cipro | Cronologia completa delle presenze e delle reti in nazionale ― Cipro | Cronologia completa delle presenze e delle reti in nazionale ― Cipro |
| Data                                                                 | Città                                                                | In casa                                                              | Risultato                                                            | Ospiti                                                               | Competizione                                                         | Reti                                                                 | Note                                                                 |
| -------------------------------------------------------------------- | -------------------------------------------------------------------- | -------------------------------------------------------------------- | -------------------------------------------------------------------- | -------------------------------------------------------------------- | -------------------------------------------------------------------- | -------------------------------------------------------------------- | -------------------------------------------------------------------- |
| 16-11-2014                                                           | Nicosia                                                              | Cipro                                                                | 5 – 0                                                                | Andorra                                                              | Qual. Euro 2016                                                      | -                                                                    | 63’                                                                  |
| 3-9-2015                                                             | Nicosia                                                              | Cipro                                                                | 0 – 1                                                                | Galles                                                               | Qual. Euro 2016                                                      | -                                                                    | 65’                                                                  |
| 13-10-2015                                                           | Nicosia                                                              | Cipro                                                                | 2 – 3                                                                | Bosnia ed Erzegovina                                                 | Qual. Euro 2016                                                      | -                                                                    | 83’                                                                  |
| Totale                                                               |                                                                      | Presenze                                                             | 3                                                                    |                                                                      | Reti                                                                 | 0                                                                    |                                                                      |

## Palmarès

### Club

#### Competizioni nazionali
- Coppa di Cipro: 1

Apollōn Limassol: 2015-2016